# Pléven
Pour les articles homonymes, voir Pleven (homonymie).
Pléven [plevɛ̃] est une ancienne commune française située dans le département des Côtes-d'Armor et la région Bretagne.
Au 1er janvier 2025, la commune fusionne avec Pluduno pour former la commune de Val-d'Arguenon.

## Géographie

### Situation
| Landébia  |           | Pluduno             |
| Plédéliac | Pléven    |                     |
| Plédéliac | Plédéliac | Plorec-sur-Arguenon |

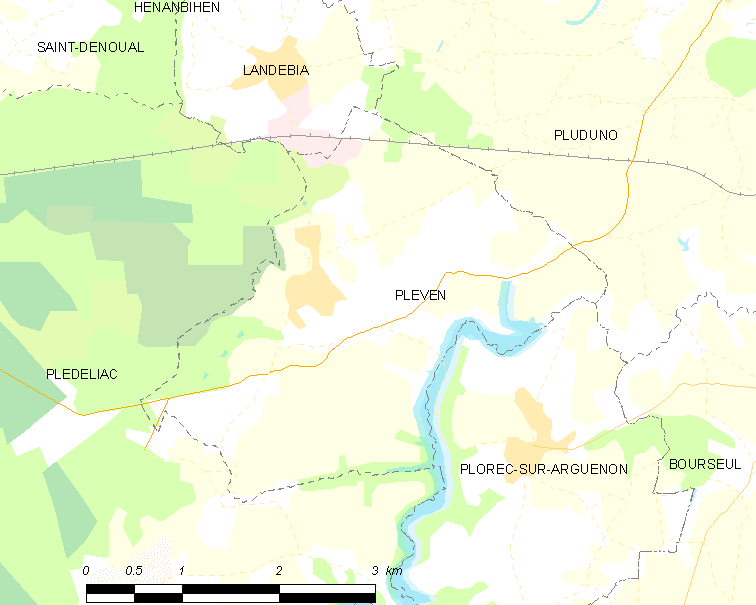
Carte de l'ancienne commune de Pléven et des communes avoisinantes.

Pléven est une commune située dans les Côtes d'Armor, bordée par la forêt de la Hunaudaye à l'ouest et par le lac d'Arguenon au sud et à l'est. Elle est proche de Plancoët.

### Relief et hydrographie

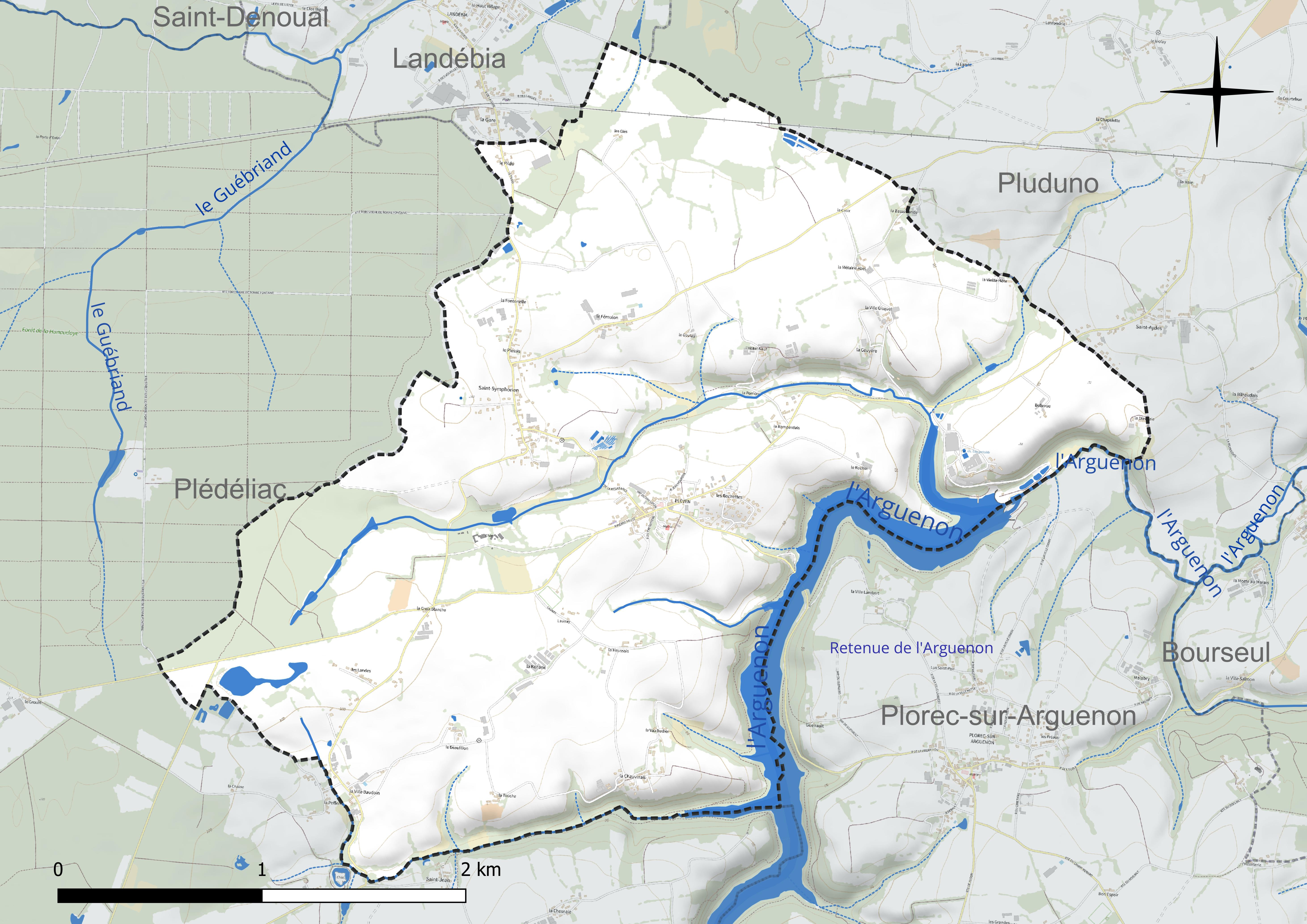
Carte du réseau hydrographique de la commune de Pléven.
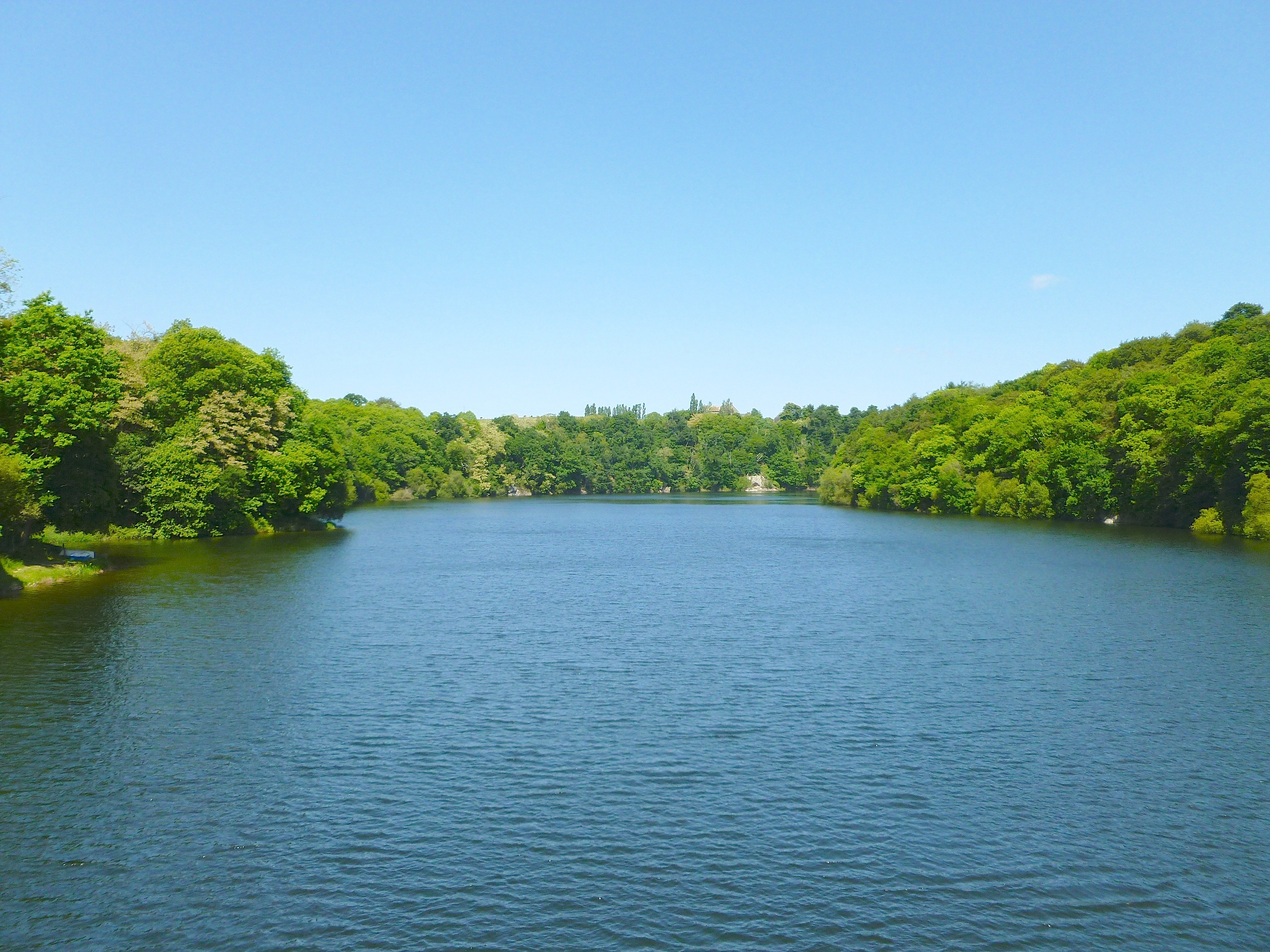
Le lac d'Arguenon à Plėven (photo prise du pont entre Pléven (rive gauche) et Plorec-sur-Arguenon (rive droite). Au loin on aperçoit l'ancien manoir du Rocher en Pléven avec son colombier).

### Climat
Pour des articles plus généraux, voir Climat de la Bretagne et Climat des Côtes-d'Armor.
En 2010, le climat de la commune est de type climat océanique franc, selon une étude du Centre national de la recherche scientifique s'appuyant sur une série de données couvrant la période 1971-2000. En 2020, Météo-France publie une typologie des climats de la France métropolitaine dans laquelle la commune est exposée à un climat océanique et est dans la région climatique Finistère nord, caractérisée par une pluviométrie élevée, des températures douces en hiver (6 °C), fraîches en été et des vents forts. Parallèlement l'observatoire de l'environnement en Bretagne publie en 2020 un zonage climatique de la région Bretagne, s'appuyant sur des données de Météo-France de 2009. La commune est, selon ce zonage, dans la zone « Intérieur », exposée à un climat médian, à dominante océanique.
Pour la période 1971-2000, la température annuelle moyenne est de 11,3 °C, avec une amplitude thermique annuelle de 11,5 °C. Le cumul annuel moyen de précipitations est de 713 mm, avec 12,2 jours de précipitations en janvier et 6,4 jours en juillet. Pour la période 1991-2020, la température moyenne annuelle observée sur la station météorologique la plus proche, située sur la commune de Quintenic à 8 km à vol d'oiseau, est de 11,6 °C et le cumul annuel moyen de précipitations est de 769,8 mm,. Pour l'avenir, les paramètres climatiques de la commune estimés pour 2050 selon différents scénarios d'émission de gaz à effet de serre sont consultables sur un site dédié publié par Météo-France en novembre 2022.

## Urbanisme

### Typologie
Au 1er janvier 2024, Pléven est catégorisée commune rurale à habitat dispersé, selon la nouvelle grille communale de densité à 7 niveaux définie par l'Insee en 2022.
Elle est située hors unité urbaine et hors attraction des villes,.

### Occupation des sols
L'occupation des sols de la commune, telle qu'elle ressort de la base de données européenne d’occupation biophysique des sols Corine Land Cover (CLC), est marquée par l'importance des territoires agricoles (84,2 % en 2018), une proportion sensiblement équivalente à celle de 1990 (84,4 %). La répartition détaillée en 2018 est la suivante : 
terres arables (52,1 %), prairies (22 %), zones agricoles hétérogènes (10,2 %), forêts (9,4 %), eaux continentales (2,8 %), zones urbanisées (2,6 %), zones industrielles ou commerciales et réseaux de communication (1 %). L'évolution de l’occupation des sols de la commune et de ses infrastructures peut être observée sur les différentes représentations cartographiques du territoire : la carte de Cassini (XVIIIe siècle), la carte d'état-major (1820-1866) et les cartes ou photos aériennes de l'IGN pour la période actuelle (1950 à aujourd'hui).

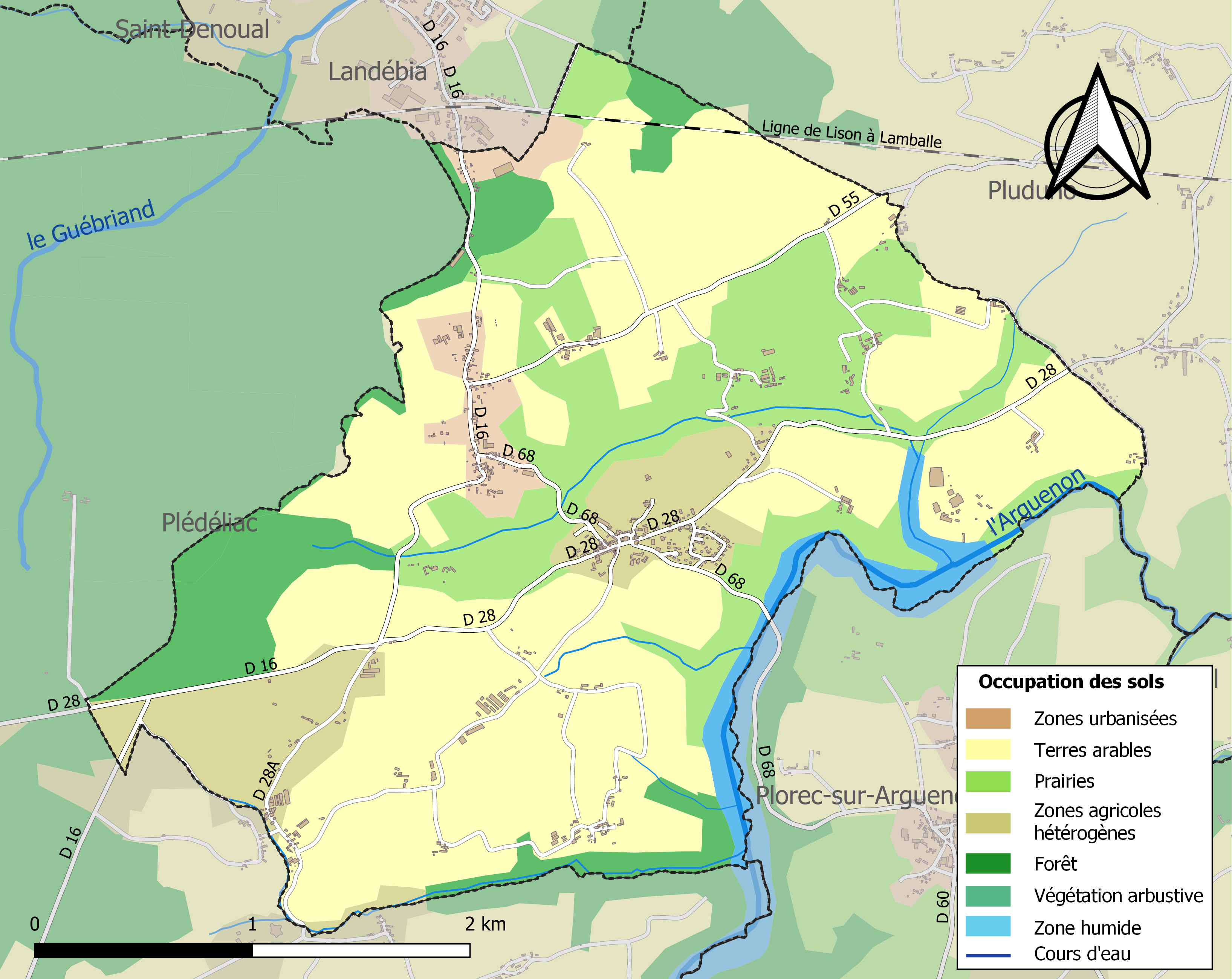
Carte des infrastructures et de l'occupation des sols de la commune en 2018 (CLC).

## Toponymie
Le nom de la localité est attesté sous les formes de Pleveno en 1083, Pleuhen en 1214, Plueen en 1220, Parochia de Pleven en 1264, 1469 et en 1516.
Son nom vient du breton ploe qui désigne la paroisse de saint Even.
Plévin en gallo.
La forme bretonne proposée par l'Office public de la langue bretonne Pleven.

## Histoire

### Néolithique
Une allée couverte, située au Port Blanc, aujourd'hui détruite, atteste le peuplement ancien de la commune. Elle comportait 8 orthostates en grès et la pierre de chevet. Elle a été détruite en 1878.

### Moyen Âge
Les bourgs Heussais constituent la plus grosse motte castrale du haut Moyen Âge (XIe siècle), ainsi décrite en 1778 par Jean-Baptiste Ogée :

« Près le château de la Hunaudaye, est une place très  grande ; dans son enceinte deux esplanades séparées, capables de contenir trois ou quatre légions en bataille. Du côté du terre-plein, et où il n'est rien que de moyens coteaux, ce font des remparts très élevés avec des grands fossés en dehors. Les esplanades du côté de l'Est dominent la rivière d'Arguenon, à une très grande hauteur, en coteau perpendiculaire tout hérissé de rochers ingravissables. De ces deux esplanades, la moindre paraît avoir été la citadelle de l'autre : elle était séparée de la grande par une petite gorge seulement, et défendue, outre sa situation , par un fossé particulier, du côté de la grande esplanade, par des demi-tours en terre, outre une autre de même matière, d'une grosseur et d'une hauteur extraordinaires, qui ont un grand fossé tout autour taillé dans le roc. Quelque chose de surprenant, c'est qu'à peine y a-t-il un pied de terre sans trouver le roc, et qu'on n'aperçoit nulle cavité aux environs , où on aurait pu tirer l'étonnante quantité de terre qui compose cette masse énorme et tous les remparts. On n'y voit point de vestiges de murailles en pierres, mais seulement des débris de tuiles carrées. Est-ce ici un ouvrage des temps barbares, ou bien, est-ce une station des Romains ?. »

Grâce au financement du Conseil général des Côtes-d'Armor, ce site a fait l'objet d'une très belle reconstitution en 3D en 2009. Selon le réalisateur de cette reconstitution, le site, à cette époque, n'avait pas fait l'objet de fouilles archéologiques complètes. Il est constitué de deux basses-cours :
- l'une, petite, pour la famille seigneuriale ; elle comprenait un bâtiment d'habitation, une aula, et une chapelle ;
- la deuxième abritait les bâtiments et dépendances réservés aux gens d’armes, le écuries, une forge, et un grenier à provisions[20].

Selon Jean-Baptiste Ogée, qui cite Dom Morice, « le manoir de Montboucher appartenait vers 1050, à Geoffroi de Montboucher, qui donna à l'Abbaye Saint-Georges de Rennes les dîmes dont jouissait cette maison, pour la dot de sa fille qui avait pris le voile dans ce monastère. En 1440 cette terre appartenait à dame Honorée de Montboucher. Le château de Peillard est lui aussi très ancien , il appartenait en 1250 au sire de Guemadeuc ; on voit aussi dans ce territoire les terres et maisons nobles du Vaumadeuc, la Dieufaye, le Rocher annexé au Guebriand ».

### Renaissance
Au XVe siècle, un certain Madeuc, sire de Guémadeuc, construit le manoir de Vaumadeuc.

### Temps modernes

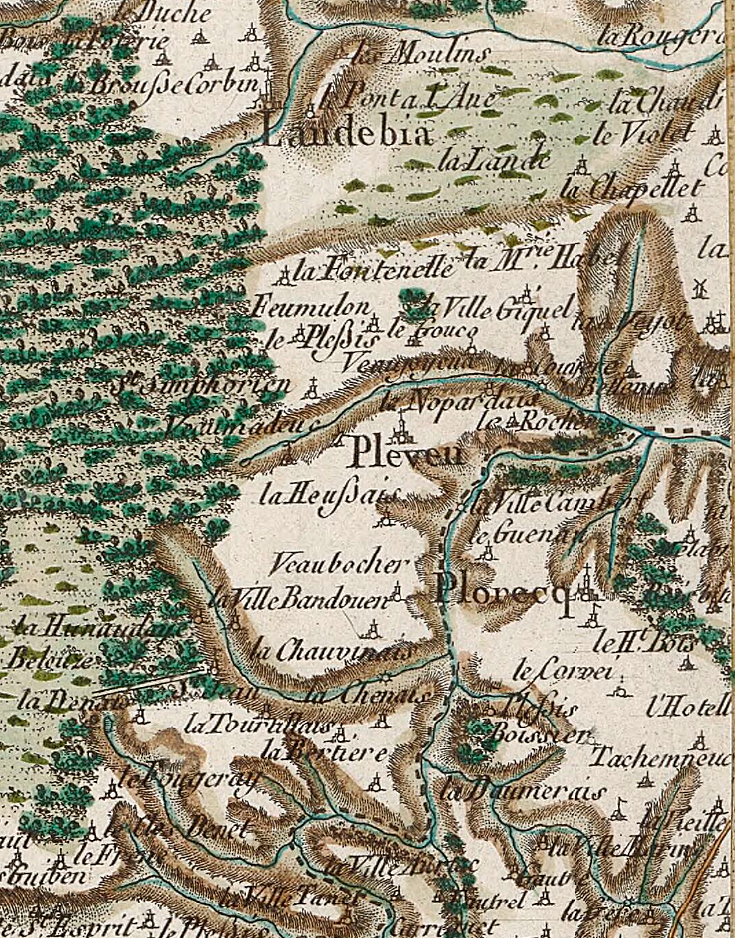
Carte de Cassini des paroisses de Pléven et Landébia ; à l'ouest la forêt de la Hunaudaye.

Avant la Révolution française, Pléven fait partie de la baronnie de La Hunaudaye et sur le plan religieux du diocèse de Saint-Brieuc.
Jean-Baptiste Ogée décrit ainsi Pléven en 1778 :

« Pléven ; à 7 lieues un quart à l'Est de Saint-Brieuc, son évêché ; à 13 lieues et demie de Rennes ; et à 3 lieues un quart de Lamballe, sa subdélégation. Cette paroisse ressortit à Jugon, et compte 500 communiants. M. le Comte de Rieux en est le seigneur ; la cure est à l'alternative. Son territoire, baigné des eaux de la rivière d'Arguenon , est en partie occupée par la forêt de la Hunaudaye ; des terres en labeur [labour], des prairies, et un peu de landes. Il avait un cœur remarquable : on voit communément, dans bien des endroits, des mottes élevées anciennement, et apparemment dans le temps de barbarie [sic], pour la défense et le refuge des habitants. »

### Révolution française
La commune, érigée en 1790 appartient sous le Directoire au canton de Jugon, comme commune administrée par un agent communal. La paroisse de Pléven est supprimée en 1792 puis rétablie en 1803, et est le théâtre au cours de la Révolution de combats entre les Bleus et les Chouans qui disposent de refuges dans la forêt voisine.

En 1798, la commune est condamnée en tant que telle à rembourser à Thibaud de la Chainneais le cidre que les chouans lui avaient volé. Le Vaumadeuc est habité au XIXe siècle par un érudit, Tresvaux du Fraval, tandis qu'un Danican (armateur malouin) fait bâtir le manoir des Portes.

### LeXIXesiècle

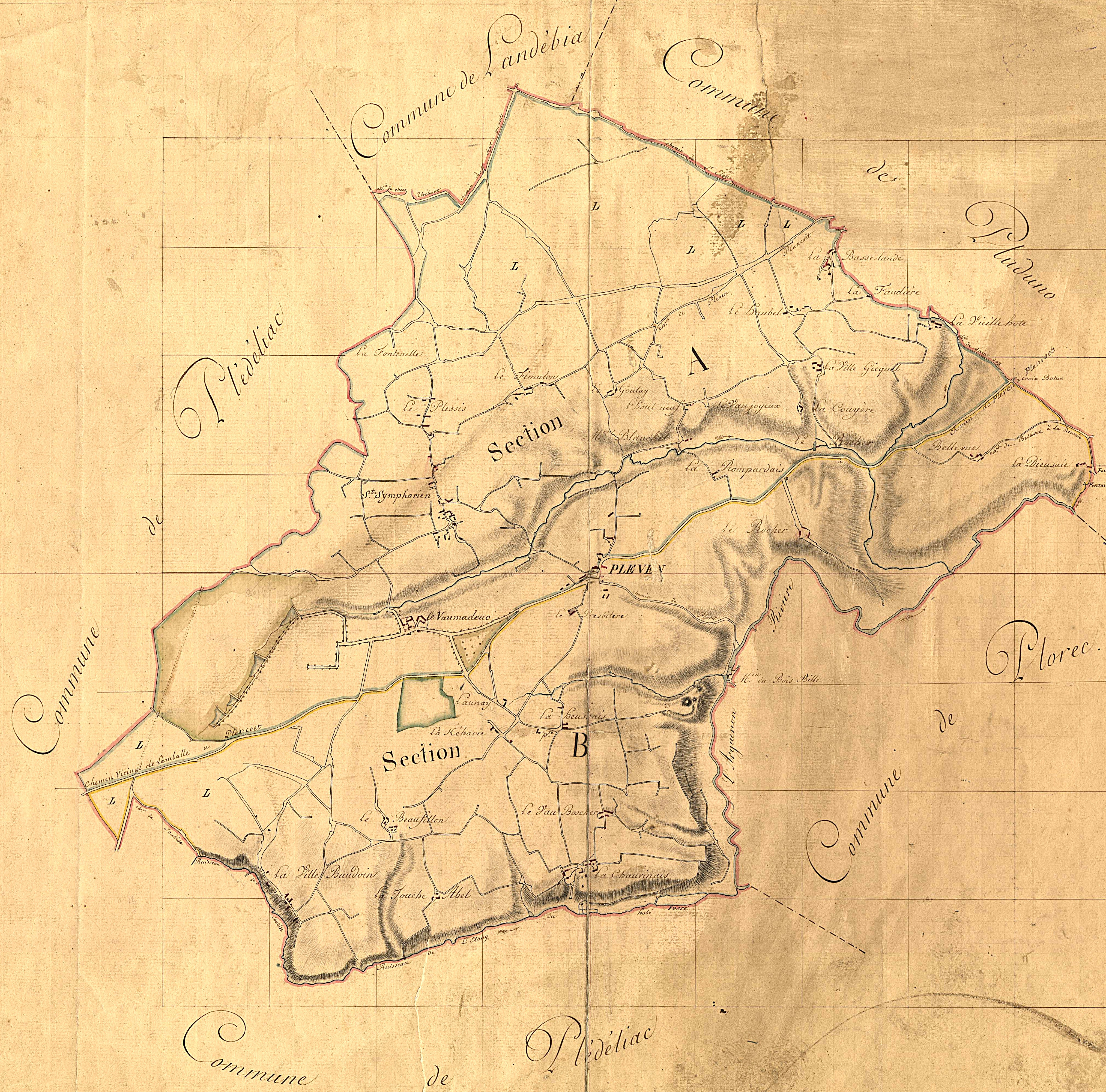
Pléven ː tableau d'assemblage du cadastre de 1827.

Pléven a vu naître en 1805 Mgr Lebreton, vicaire général de Saint-Brieuc avant de devenir évêque du Puy, où il meurt en 1886.
La paroisse de Landébia est créée par un décret du 18 août 1848 ; son territoire ampute celui de la paroisse de Pléven.
A. Marteville et P. Varin, continuateurs d' Ogée décrivent ainsi Pléven en 1853 : 

« Pléven : commune formée de l'ancienne paroisse de ce nom ; aujourd'hui succursale. (..) Principaux villages : la Basse-Lane, la Vieille-Hote, la Ville-Gicquet, le Fémulon, le Plessis, Saint-Symphorien, le Vaumadeuc, le Beaufillon, la Ville-Baudoyin,la Chauvinais, le Vau-Boscher, Bellevue. Superficie totale : 974 hectares 17 ares, dont (..) terres labourables 571 ha, prés et pãturages 59 ha, bois 81 ha, vergers et jardins 12 ha, landes et incultes 194 ha (..). Moulins: 2 (du Bois-Bille, à eau). Plévin est un petit bourg situé sur la route de Lamballe à Plancoët, chemin qui traverse la commune de l'ouest-sud-ouest à l'est-nord-est. (..) Géologie : granite ; schiste micacé dans le sud-ouest. On parle le français [en fait le gallo]. »

Ces mêmes auteurs précisent que Jean-Baptiste Ogée a omis le château de Kerlouet et les manoirs de Penhoet et Crachqueta (qu'il a placé par erreur à Plévin au lieu de Pléven).
Joachim Gaultier du Mottay écrit en 1862 que Pléven a un territoire assez élevé, que sa partie ouest est plane, mais que les autres sont très accidentées, que la commune est boisée et plantée de pommiers et possède une école mixte ayant 78 élèves. Il indique aussi que « l'église, sous le patronage de saint Pierre, renferme la statue et les reliques de saint Symphorien, précédemment déposées dans une chapelle qui n'existe plus »
.

### LeXXesiècle

#### La Belle Époque

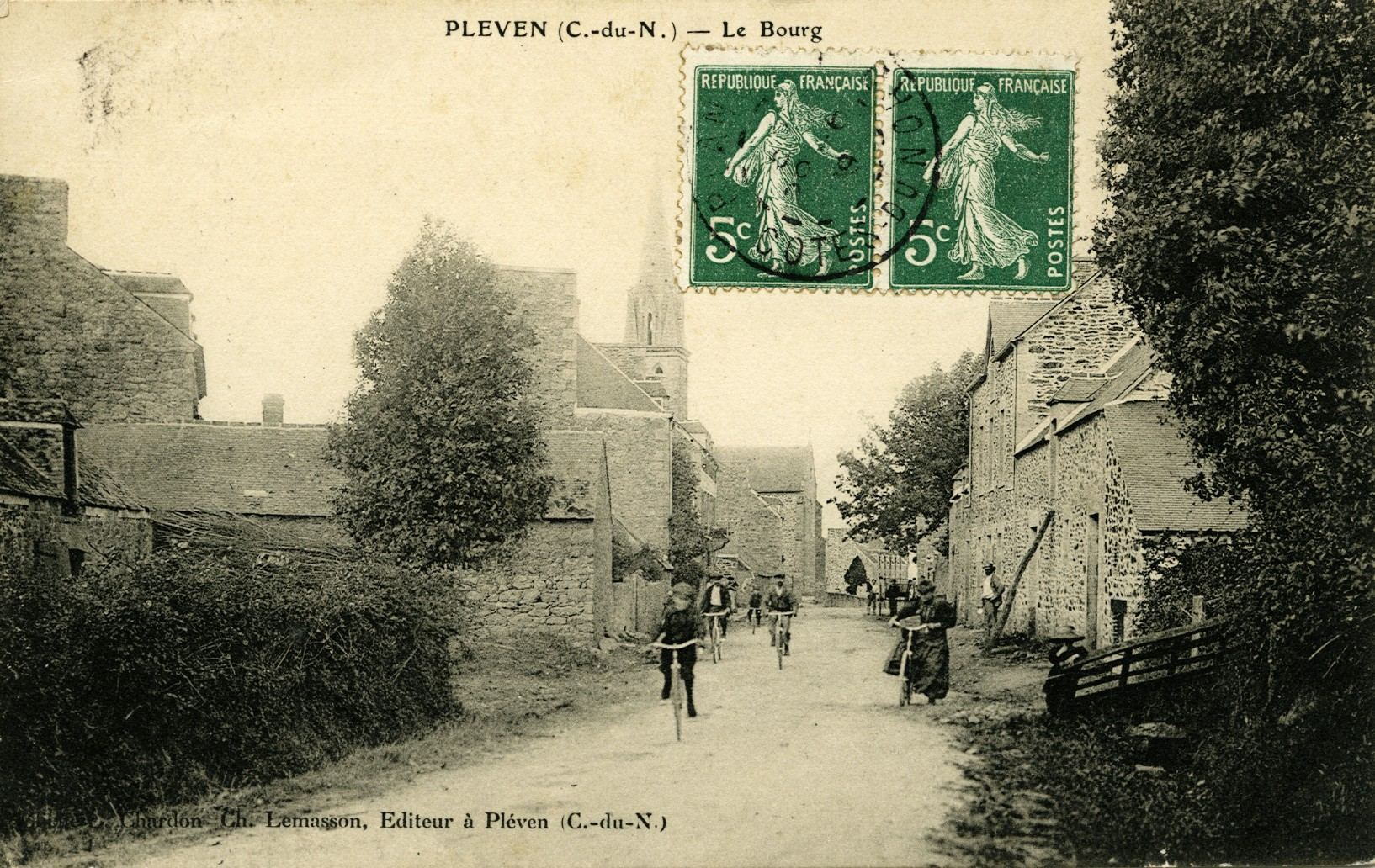
Le bourg de Pléven vers 1908 (carte postale).
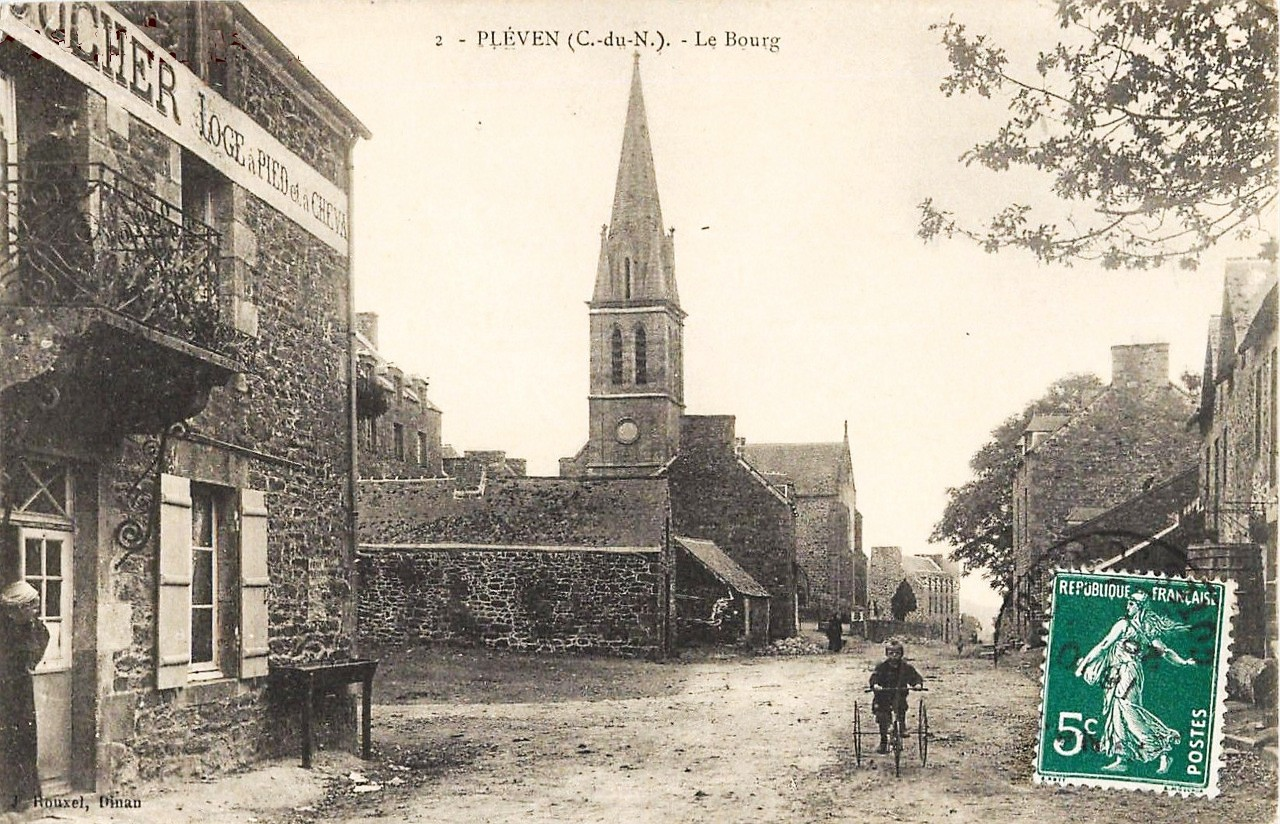
Le bourg de Pléven au début du XXe siècle (carte postale).

#### La Première Guerre mondiale
Le monument aux morts de Pléven porte les noms de 41 soldats morts pour la Patrie pendant la Première Guerre mondiale ; parmi eux Édouard Morin est mort de maladie en 1917 à Salonique (Grèce) ; la plupart des autres sont morts sur le sol français, dont Pierre Rohan, tué  à l'ennemi le 4 juillet 1916 à Douaumont, décoré de la Médaille militaire et de la Croix de guerre .

#### La Seconde Guerre mondiale
Le monument aux morts de Pléven porte le nom d'une personne  morte pour la France durant la Seconde Guerre mondiale : Pierre Heuzé, lieutenant FFI, tué à l'ennemi le 5 août 1944 au Poteau en forêt de la Hunaudaye.

### XXIesiècle
En 2025, la commune fusionne avec Pluduno et devient la commune nouvelle de Val-d'Arguenon.

## Démographie
L'évolution du nombre d'habitants est connue à travers les recensements de la population effectués dans la commune depuis 1793. Pour les communes de moins de 10 000 habitants, une enquête de recensement portant sur toute la population est réalisée tous les cinq ans, les populations de référence des années intermédiaires étant quant à elles estimées par interpolation ou extrapolation. Pour la commune, le premier recensement exhaustif entrant dans le cadre du nouveau dispositif a été réalisé en 2005.

En 2022, la commune comptait 609 habitants, en évolution de +4,64 % par rapport à 2016 (Côtes-d'Armor : +1,78 %, France hors Mayotte : +2,11 %).
| 1793 | 1800 | 1806 | 1821 | 1831 | 1836 | 1841 | 1846 | 1851 |
| ---- | ---- | ---- | ---- | ---- | ---- | ---- | ---- | ---- |
| 524  | 429  | 546  | 525  | 517  | 596  | 647  | 671  | 685  |

| 1856 | 1861 | 1866 | 1872 | 1876 | 1881 | 1886 | 1891 | 1896 |
| ---- | ---- | ---- | ---- | ---- | ---- | ---- | ---- | ---- |
| 654  | 684  | 719  | 697  | 728  | 769  | 774  | 742  | 757  |

| 1901 | 1906 | 1911 | 1921 | 1926 | 1931 | 1936 | 1946 | 1954 |
| ---- | ---- | ---- | ---- | ---- | ---- | ---- | ---- | ---- |
| 694  | 670  | 651  | 596  | 591  | 553  | 573  | 609  | 558  |

| 1962 | 1968 | 1975 | 1982 | 1990 | 1999 | 2005 | 2006 | 2010 |
| ---- | ---- | ---- | ---- | ---- | ---- | ---- | ---- | ---- |
| 607  | 606  | 630  | 594  | 578  | 565  | 597  | 619  | 565  |

| 2015 | 2020 | 2022 | - | - | - | - | - | - |
| ---- | ---- | ---- | - | - | - | - | - | - |
| 581  | 599  | 609  | - | - | - | - | - | - |

## Lieux et monuments
- Le Manoir des Portes du XVe siècle. Il est devenu la mairie.

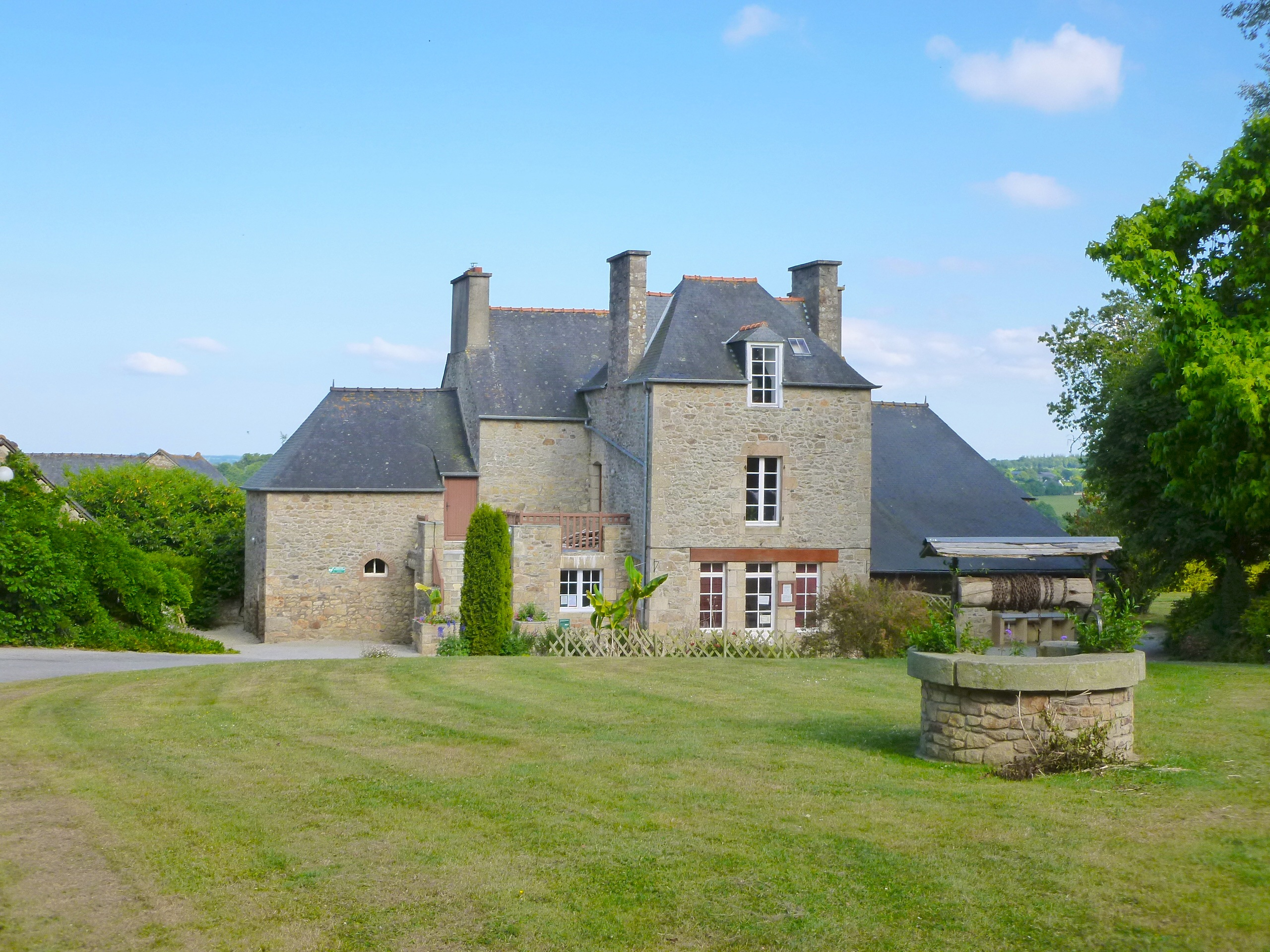
Manoir des Portes, actuelle mairie de Pléven.
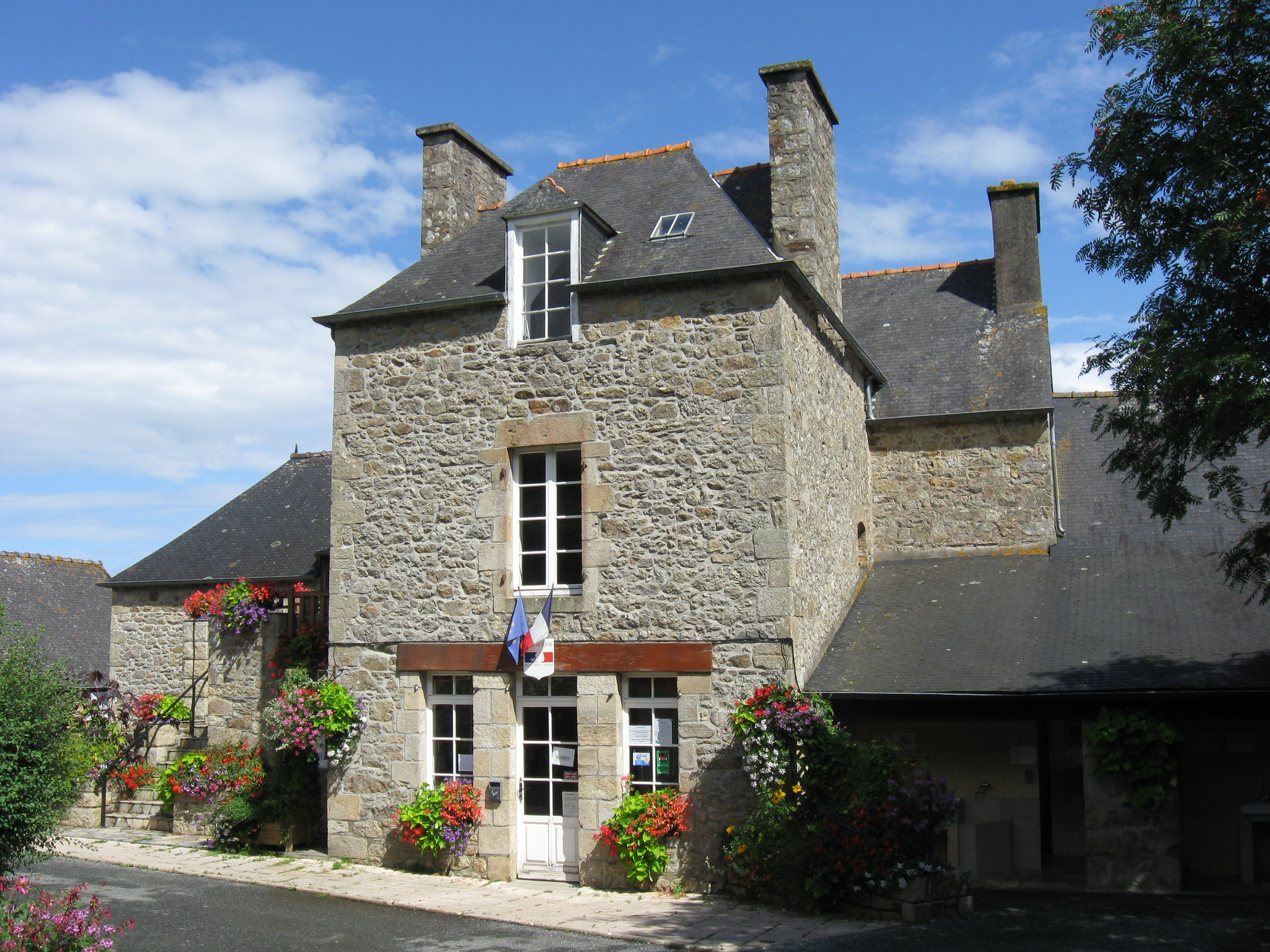
La mairie de Pléven.

- Manoir de Vaumadeuc, XVe siècle, classé et inscrit au titre des monuments historiques[32].

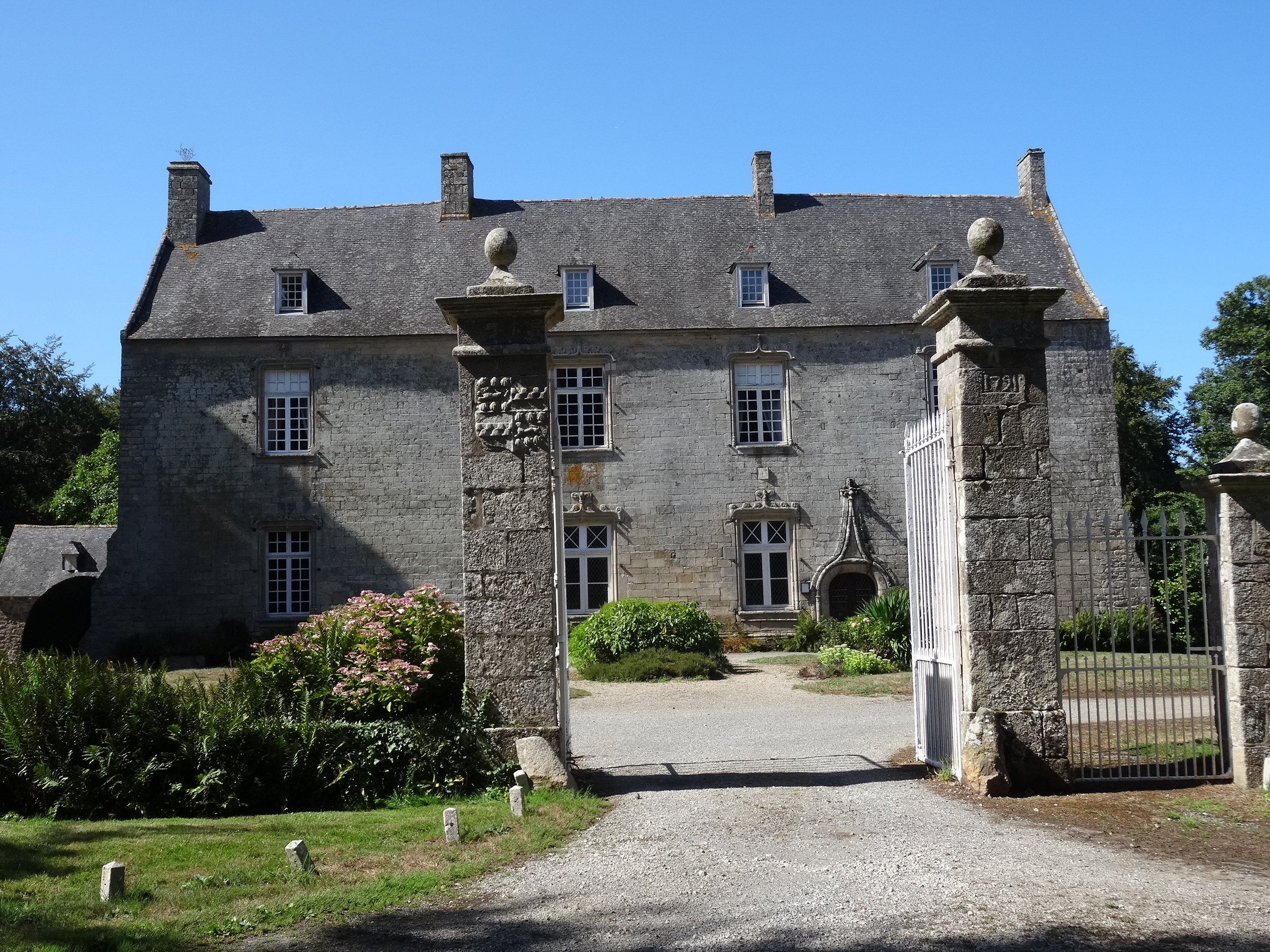
Manoir Vaumadeuc.
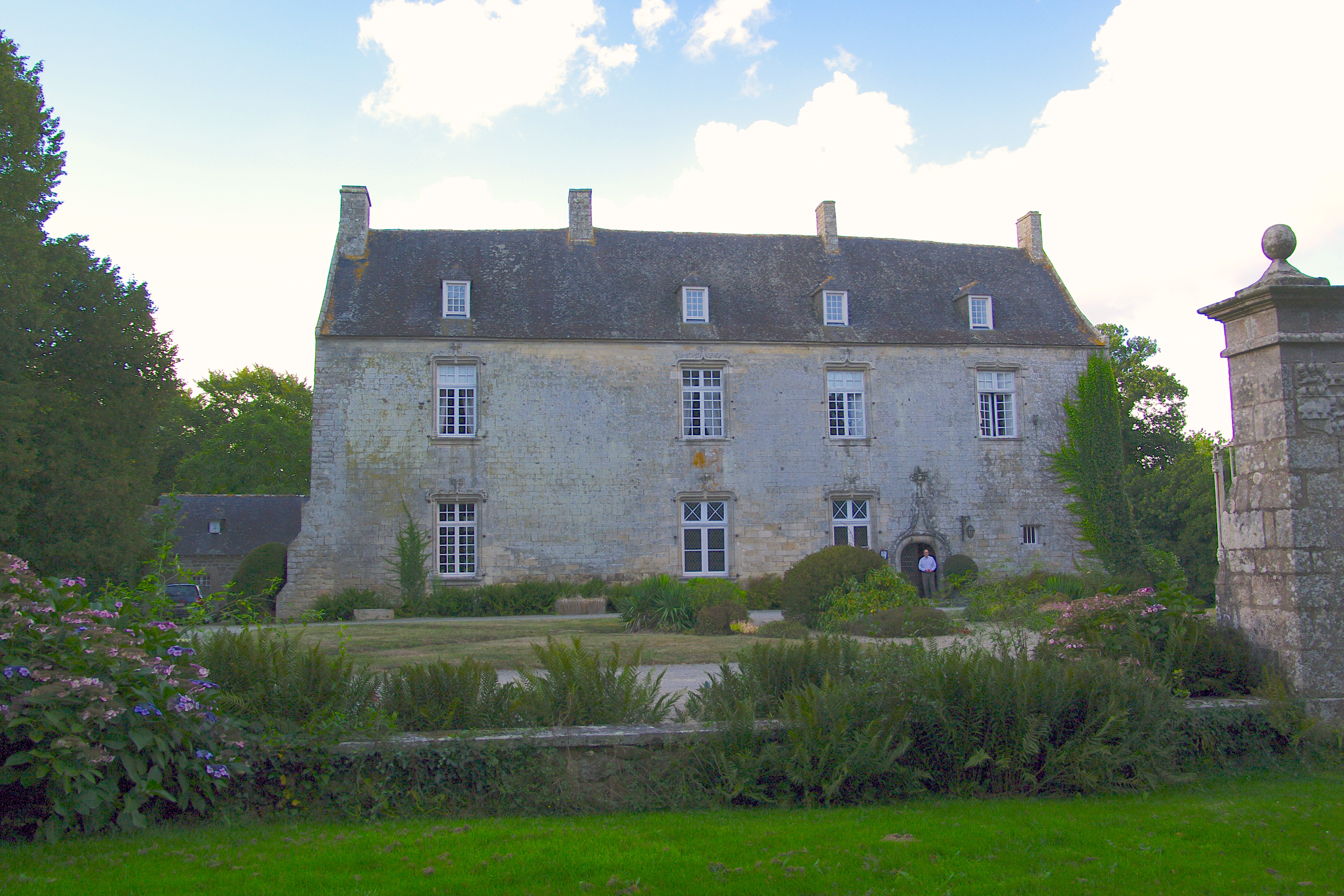
Manoir Vaumadeuc.
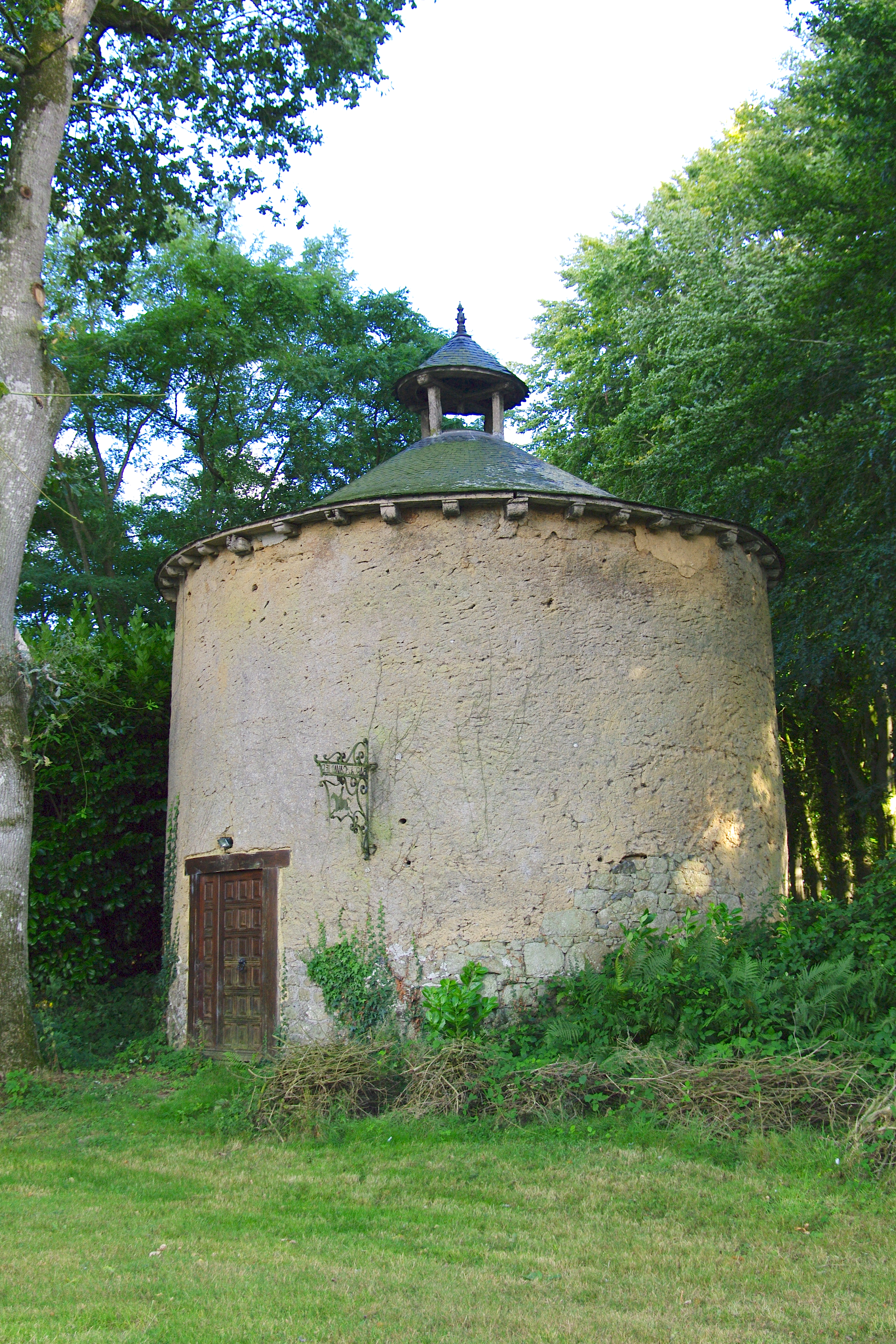
Manoir Vaumadeuc.

- Les mottes féodales dites Les Bourgs Heusas, classées au titre des monuments historiques[17].

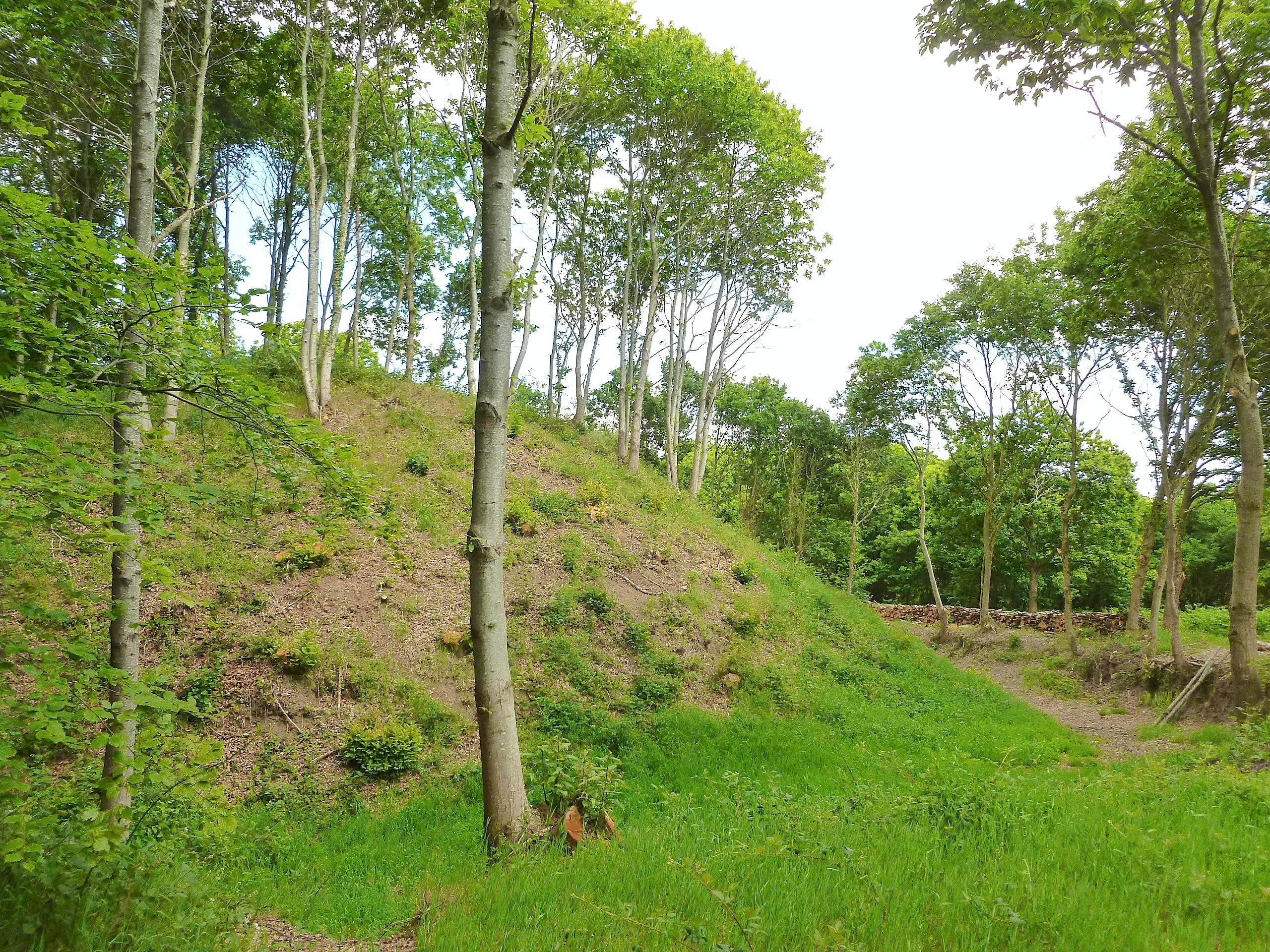
Mottes féodales dites Les Bourgs Heusas XIe siècle.
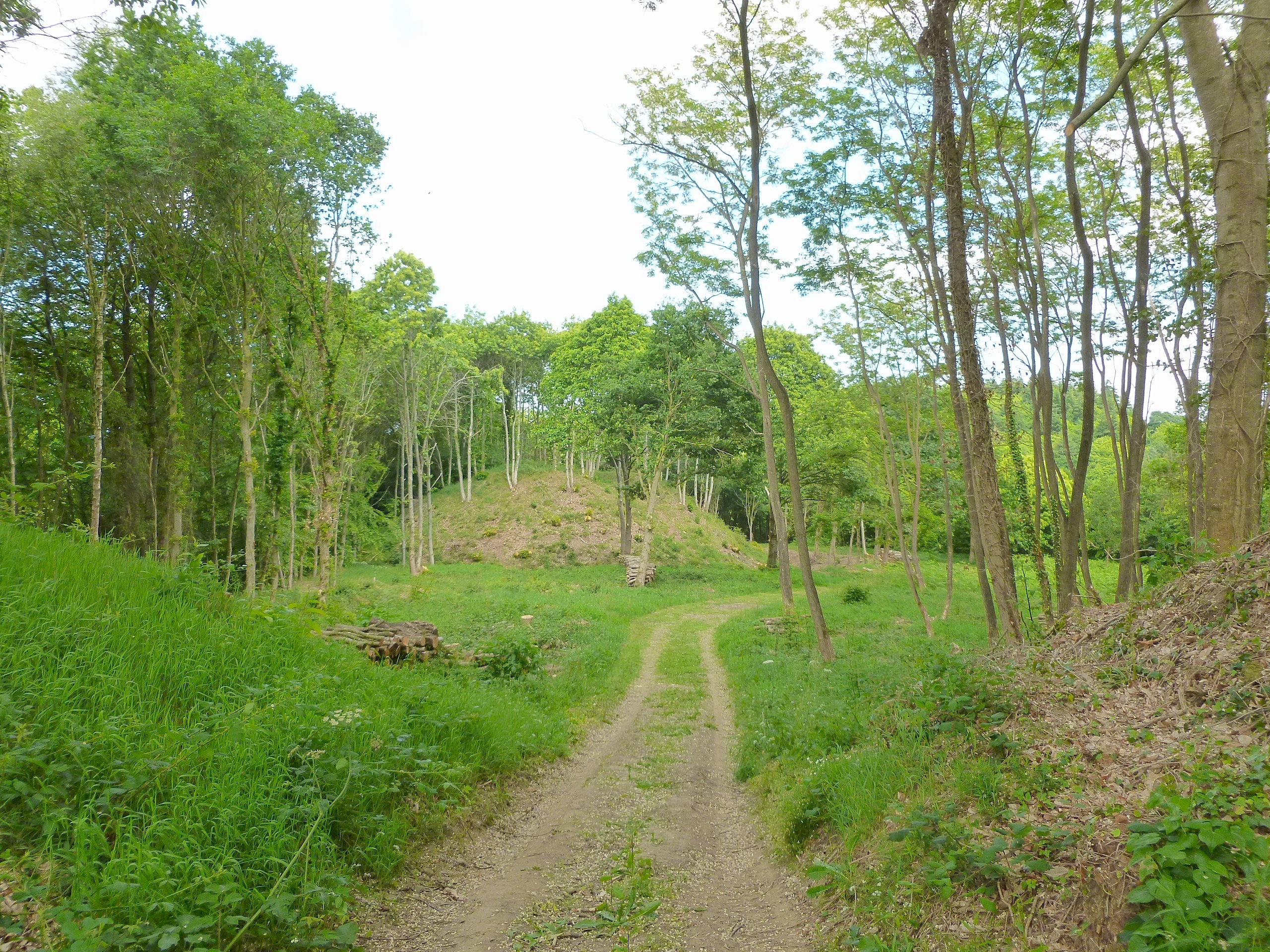
Mottes féodales dites Les Bourgs Heusas (XIe siècle) vue depuis le chemin d'accès ouest.
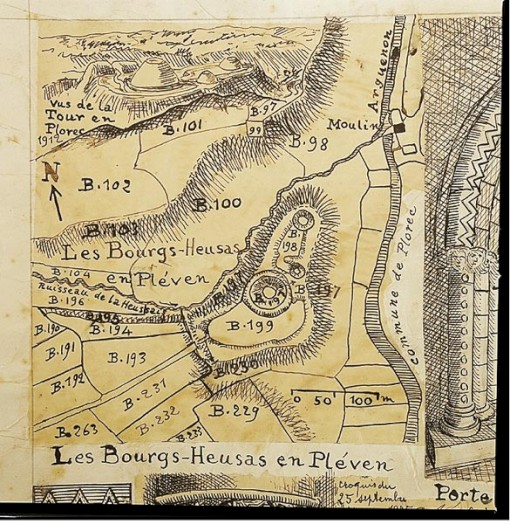
Plan des mottes féodales dites Les Bourgs Heusas en Pléven qui représente l'une des grandes mottes féodales (Cl. M. H. 1961).

Autour de la partie centrale, entourée encore d'une douve à l'est et à l'ouest, se situent deux plateaux protégés aux angles par des restes de fortification. On peut supposer que cette forteresse qui défendait le passage de l'Arguenon fut abandonnée pour une structure défensive plus moderne, le château de La Hunaudaye.
- L'église Saint-Pierre.

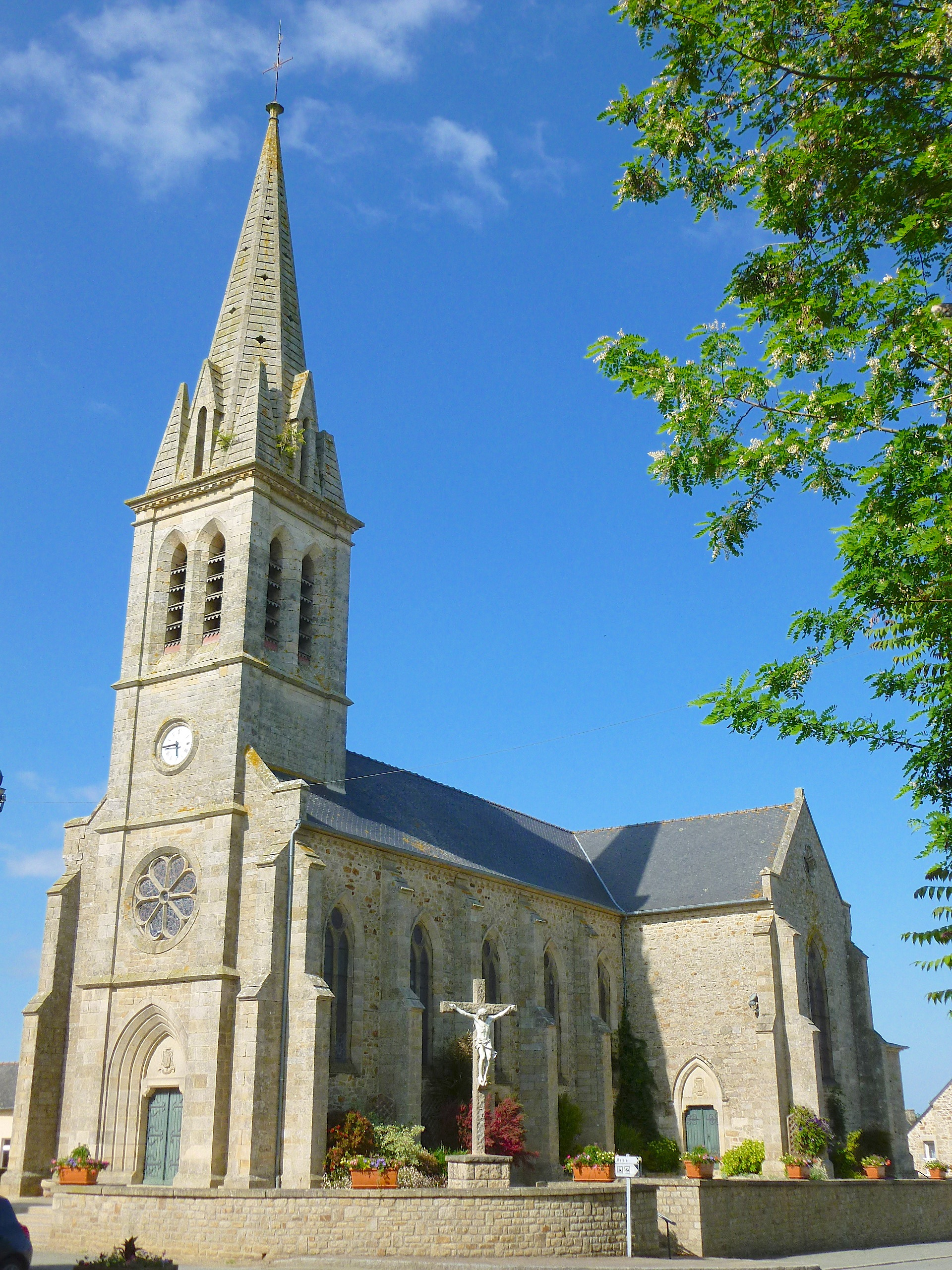
L'église Saint-Pierre (1880-1881), œuvre de l'architecte Le Coz. La première pierre de l'église est posée le 27 juin 1880. L'église est bénie le 1er octobre 1882 et consacrée le 15 juillet 1883 par Mgr Lebreton.
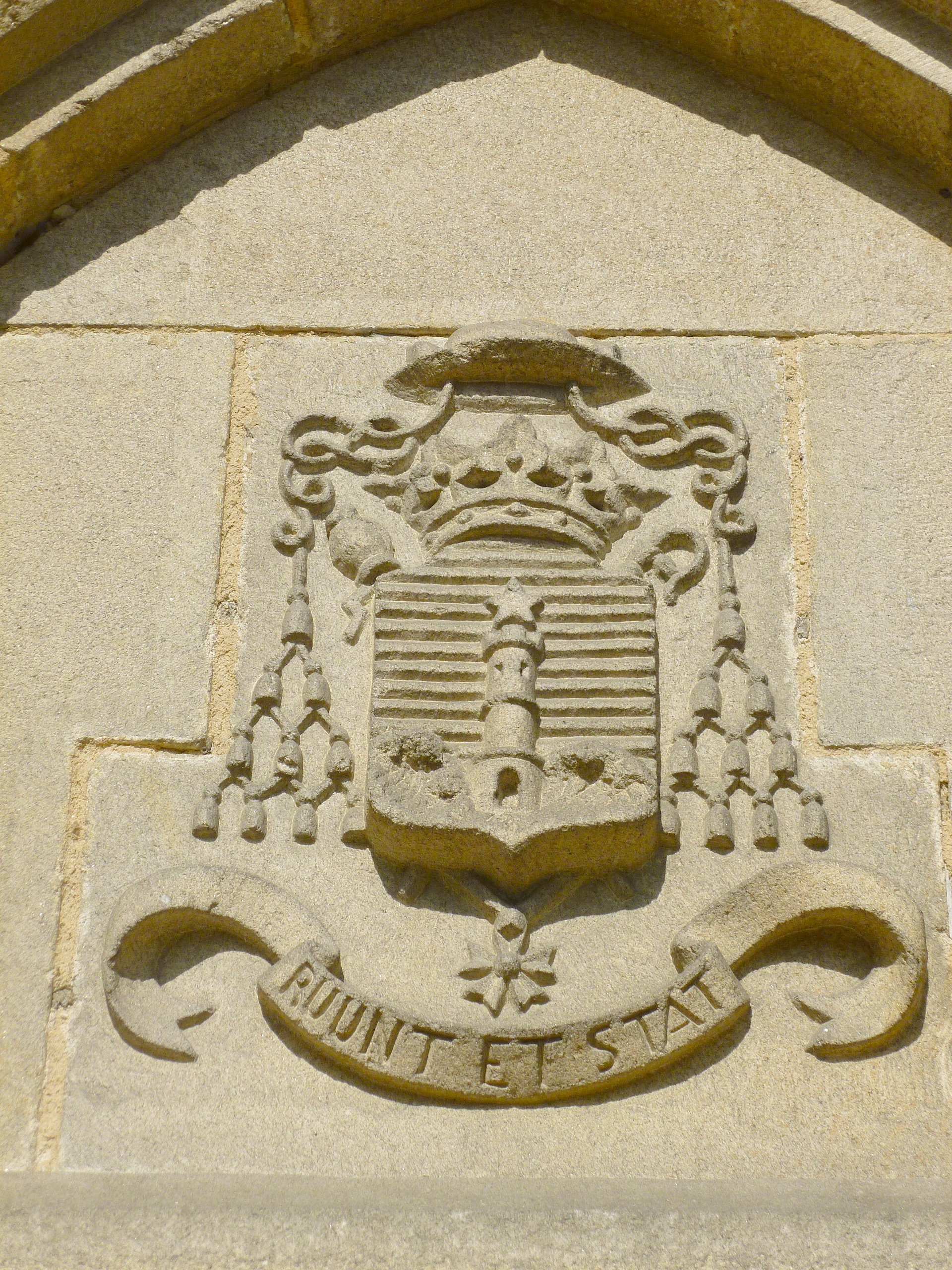
Armoiries Mgr Augustin David (1862-1882), évêque de Saint-Brieuc. D’azur à la tour crénelée d’argent mouvante d’ondes en courroux de même et surmontée d’une étoile d’or. Devise  : Ruunt et stat (ils se ruent et il tient) (ils : ennemis de l’église = les vagues ; il : Mgr David = la tour).
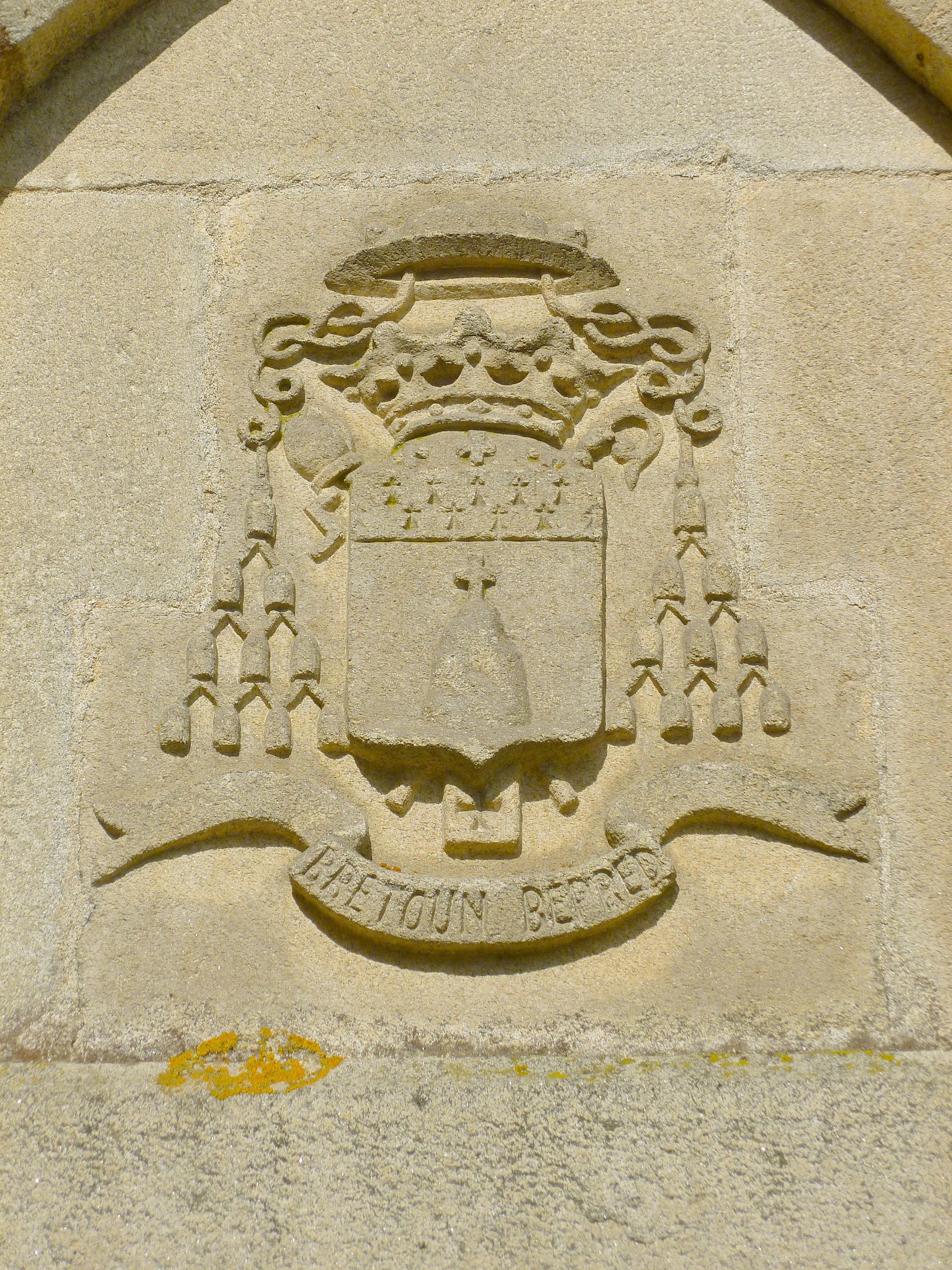
Armoiries Mgr Le Breton, évêque du Puy (1863-1886). Cette devise, qui rappelle le nom et la province natale du prélat, est en langue celtique et signifie : « Breton toujours ».
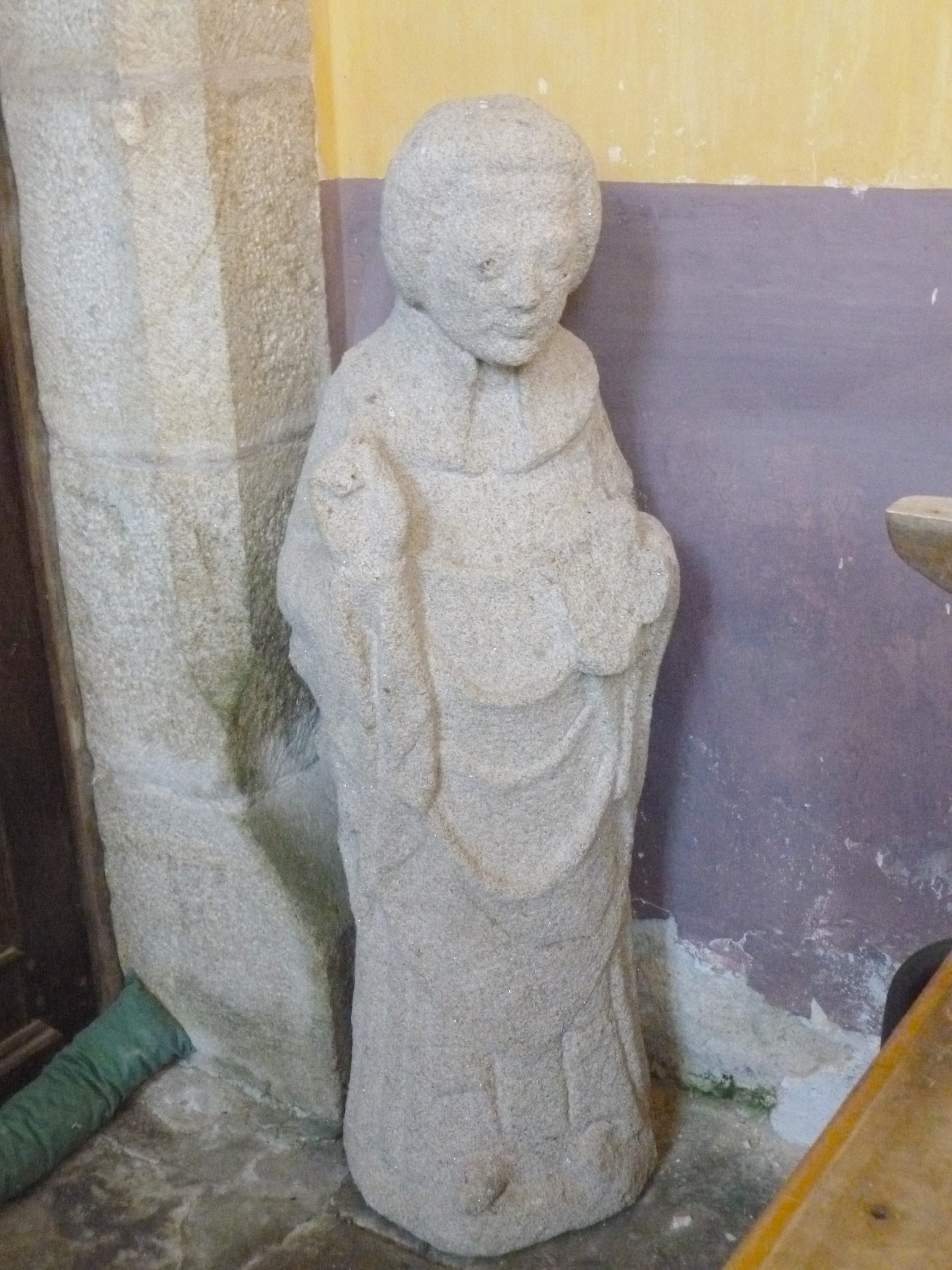
Statue d'un personnage crossé faisant le signe de la bénédiction (Église Saint-Joseph).
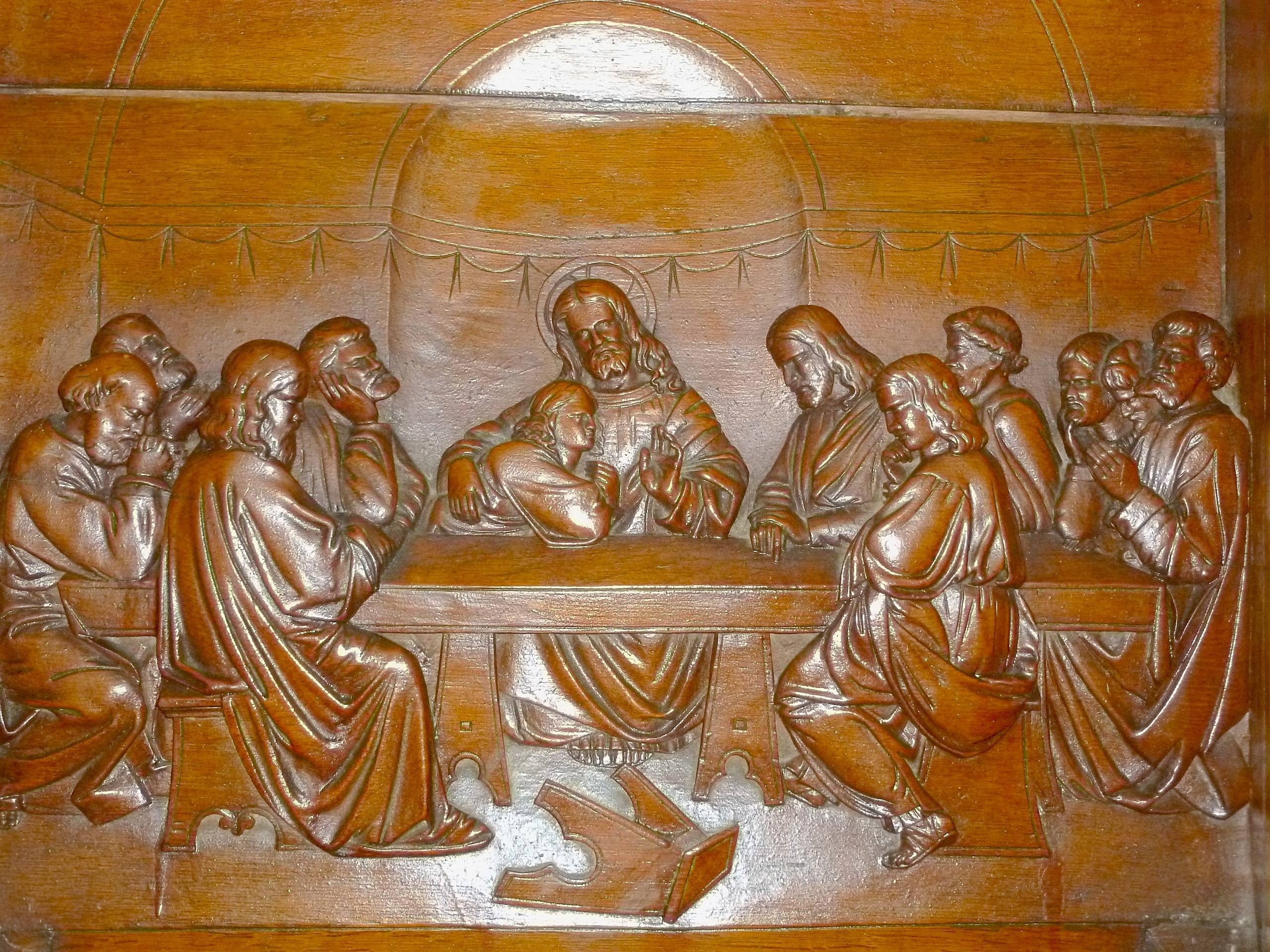
La Cène, sculpture sur bois en bas-relief.

### Le château de la Hunaudaye
Il est situé en Plédéliac, mais à la limite de Pléven.

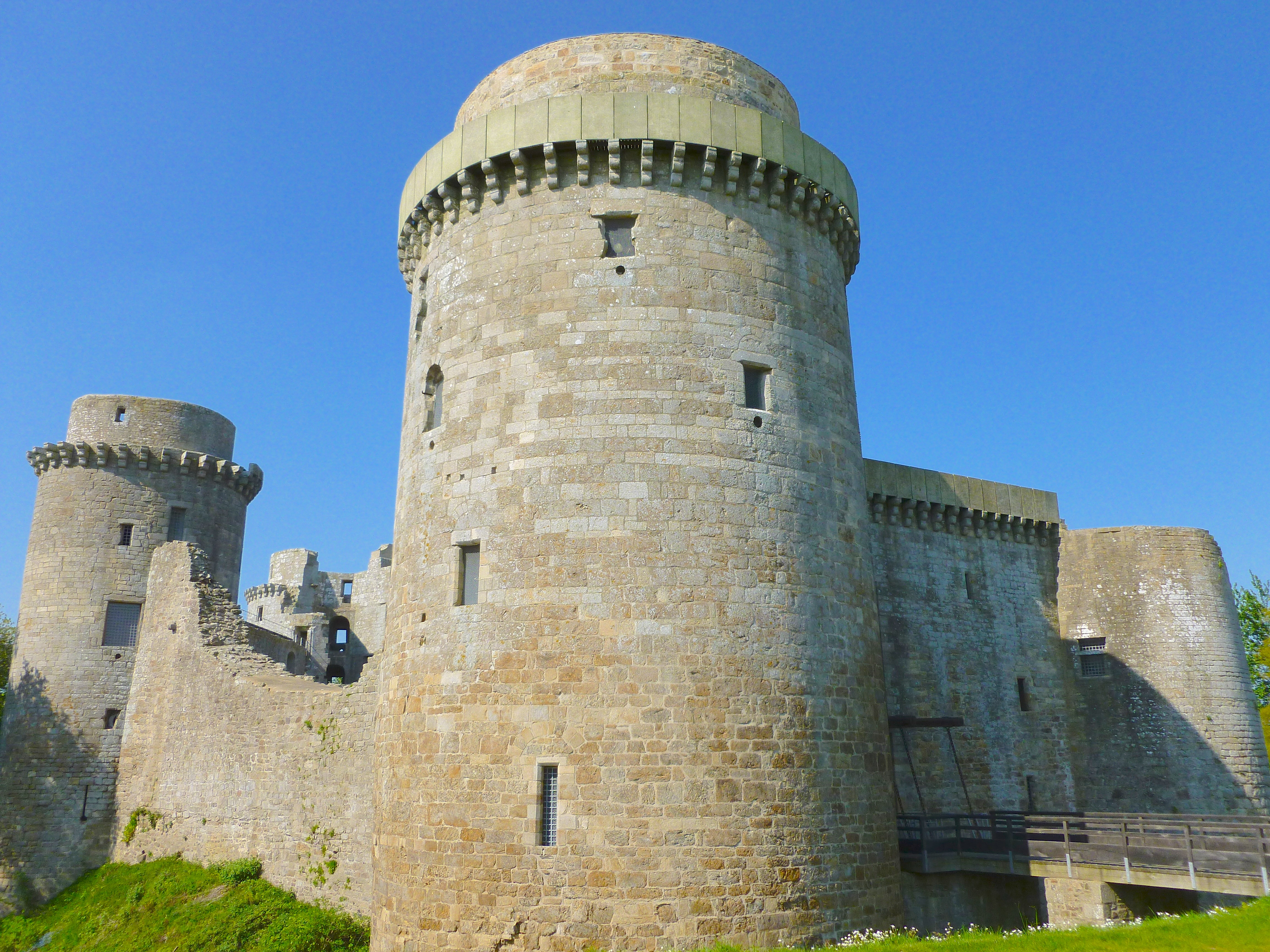
Château de la Hunaudaye (Plédéliac, limitrophe de Pléven).
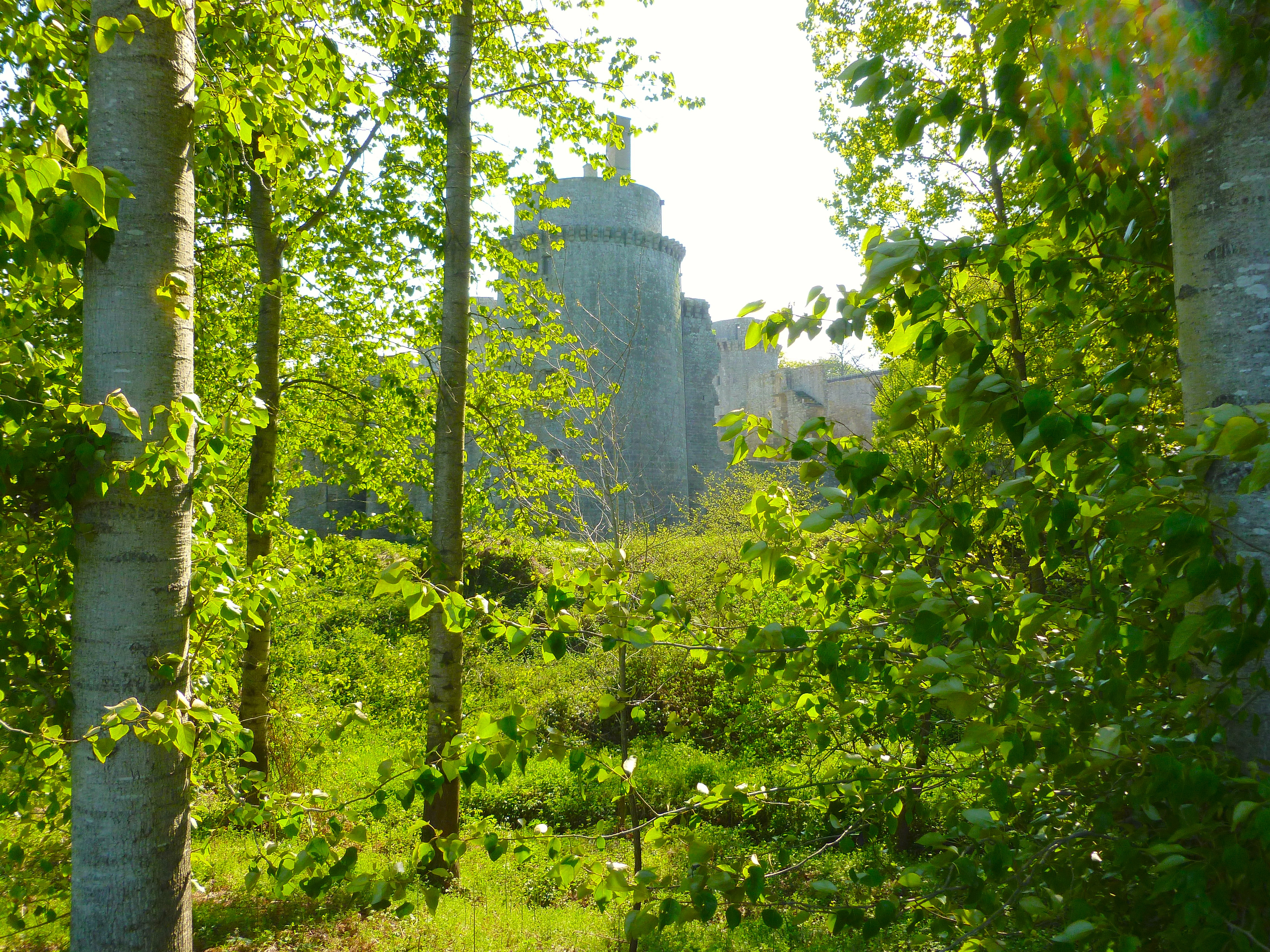
Château de la Hunaudaye (Plédéliac) vu depuis les sentiers de randonnée de Pléven.

## Personnalités liées à la commune
- L'abbé François-Marie Tresvaux du Fraval, né à Loudéac en 1782, mort à Paris en 1862 est vicaire général de Mgr de Quélen entre 1832 et 1835 puis doyen du chapitre. Il fait la connaissance d'une nièce de Minet, dont il devient le confesseur. Il fait très tôt des séjours au manoir du Vaumadeuc à Pléven avant que son neveu ne l'habite et surtout qu'il n'en devienne propriétaire. Il lègue à ce neveu, Charles-Marie Tresvaux du Fraval, sa bibliothèque, différents objets ainsi qu'une correspondance. Auteur de nombreux ouvrages, il réédite la Vie des saints de Bretagne de Dom Lobineau (1836), publie d'après les matériaux de Dom Maurice une Histoire de l'Église de Bretagne depuis ses commencements jusqu'à nos jours (1839).
- Mgr Lebreton (1805-1886) , vicaire général de Saint-Brieuc avant de devenir évêque du Puy.
- Yves Le Goff est un ancien coureur cycliste, né le 25 février 1907 à Pléven.